# Csurgónagymarton, Somogy
Csurgónagymarton  este un sat în districtul Csurgó, județul Somogy, Ungaria, având o populație de 160 de locuitori (2011). 

## Demografie
Componența etnică a satului Csurgónagymarton
     Maghiari (96,67%)
     Romi (3,33%)
Componența confesională a satului Csurgónagymarton
     Romano-catolici (48,13%)
     Reformați (28,13%)
     Luterani (7,5%)
     Fără religie (3,13%)
     Necunoscută (13,13%)
Conform recensământului din 2011, satul Csurgónagymarton avea 160 de locuitori. Din punct de vedere etnic, majoritatea locuitorilor (96,67%) erau maghiari, cu o minoritate de romi (3,33%). Nu există o religie majoritară, locuitorii fiind romano-catolici (48,13%), reformați (28,13%), luterani (7,5%) și persoane fără religie (3,13%). Pentru 13,13% din locuitori nu este cunoscută apartenența confesională.